# Paso del Limón
Paso del Limón är en ort i Mexiko.   Den ligger i kommunen Tantoyuca och delstaten Veracruz, i den sydöstra delen av landet, 240 km norr om huvudstaden Mexico City. Paso del Limón ligger 104 meter över havet och antalet invånare är 380.
Terrängen runt Paso del Limón är platt. Runt Paso del Limón är det ganska tätbefolkat, med 72 invånare per kvadratkilometer. Närmaste större samhälle är Tantoyuca, 13,6 km söder om Paso del Limón. Omgivningarna runt Paso del Limón är en mosaik av jordbruksmark och naturlig växtlighet.